# Bíblia de estudo
Uma Bíblia de estudo é uma edição da Bíblia com recursos a mais (além do texto da Bíblia) buscando facilitar e direcionar os estudos daqueles que buscam aprofundar seus conhecimentos bíblicos.

## Recursos
As Bíblias de estudos se utilizam de vários recursos para facilitar a compreensão e o manuseio das escrituras, podendo incluir (entre outros):
- Notas explicando passagens bíblicas de difícil compreensão ou pontos chave de doutrina ou teologia;
- Concordância, um índice de palavras chave indicando onde temas relacionados às palavras pesquisadas se encontram na Bíblia;
- Chave bíblica indicando onde passagens semelhantes se encontram no texto da Bíblia;
- Introduções e notas históricas para cada livro da Bíblia;
- Atlas contendo mapas sobre diversas localidades e períodos de interesse bíblico;
- Harmonia entre os evangelhos, apresentando acontecimentos paralelos entre os quatro evangelhos;
- Linha do tempo mapeando a cronologia de eventos de importância bíblica (às vezes relacionando-os a acontecimentos importantes da história mundial).

## Bíblias de estudo
Lista de bíblias de estudo presentes no mercado:
- Bíblia de Estudos Dake
- Bíblia Apologética de Estudo
- Bíblia Thompson
- Bíblia Shedd
- Bíblia de Estudo NVI (Nova Versão Internacional)
- Bíblia Profética
- Bíblia de Estudo Pentecostal
- Bíblia Explicada
- Bíblia de Estudo Batalha Espiritual e Vitória Financeira
- Bíblia de Estudos de Genebra
- Bíblia de Estudo Almeida
- Bíblia de Estudo O Homem e Seus Desafios
- Bíblia de Estudo NTLH (Nova Tradução na Linguagem de Hoje)
- Bíblia de Estudo Plenitude
- Bíblia de Estudo Scofield
- Bíblia de Estudo - Aplicação Pessoal
- Bíblia do Estudante - Aplicação Pessoal
- Bíblia Interlinear
- Bíblia de Jerusalém
- Bíblia da CNBB
- Bíblia de Estudo Defesa da Fé
- Bíblia de Estudo Conselheira-Novo Testamento
- Bíblia de Estudo MacArthur
- Bíblia de Estudo-Edição com Notas para Jovens
- Bíblia de Estudo Despertar
- A Bíblia do Pregador
- A Bíblia da Pregadora
- Bíblia de Revelação Profética
- A Bíblia da Mamãe
- A Bíblia da Mulher
- Bíblia Anotada Expandida
- Bíblia da Liderança Cristã
- Bíblia da Família